# Jeff Beck Group (음반)
| 전문가 평가                   | 전문가 평가 |
| 평가 점수                     | 평가 점수   |
| 출처                          | 점수        |
| ----------------------------- | ----------- |
| AllMusic                      | [ 1 ]       |
| Christgau's Record Guide      | C+          |
| The Rolling Stone Album Guide | [ 3 ]       |

《Jeff Beck Group》은 영국의 록 밴드 제프 벡 그룹의 네 번째이자 마지막 스튜디오 음반이자 제프 벡, 바비 텐치, 클라이브 차먼, 맥스 미들턴 및 코지 파월이 라인업을 구성한 두 번째 음반이다. 이 음반은 스티브 크로퍼에 의해 제작되었으며 종종 전면 커버 상단에 눈에 띄게 나타나는 오렌지 때문에 《Orange Album》이라고 불린다.

## 배경
1972년 1월, 두 번째 제프 벡 그룹은 미국으로 날아가 테네시주 멤피스에 있는 TMI 스튜디오에서 벡과 합류했다. 그들이 작업한 노래 중 일부는 이미 무대에 있었고 《Rough and Ready》 (1971년)와 달리 그들은 이 음반의 커버곡 5곡도 녹음했는데, 여기에는 애시퍼드 & 심슨의 〈I Can't Give Back the Love I Feel for You〉와 칼 퍼킨스의 선 레코드 발매곡 〈Glad All Over〉 (1957년)도 포함한다.
스티브 크로퍼와 제프 벡의 공동 작업인 〈Sugar Cane〉은 스튜디오에 있는 동안 쓰여진 여러 곡들 중 하나였다. "녹음 파티의 끝"에서 벡은 돈 닉스가 작곡하고 원래 1969년 밴드 몰록에 의해 발매된 〈Going Down〉 버전으로 돈 닉스로부터 축하를 받았다. 프레디 킹은 1971년에 이 노래를 커버했다.
이 음반은 1972년 5월 1일 미국에서 발매되었다. 영국 발매는 같은 해 6월 9일까지 보류되었고, 영국과 미국 투어가 뒤따랐다. 이 음반에는 싱글 음반이 없었다.

## 곡 목록
| #  | 제목                                          | 작사·작곡                                       | 재생 시간 |
| -- | --------------------------------------------- | ----------------------------------------------- | --------- |
| 1. | 〈Ice Cream Cakes〉                           | 제프 벡                                         | 5:40      |
| 2. | 〈Glad All Over〉                             | 에런 슈로더, 시드 테퍼, 벡                      | 2:58      |
| 3. | 〈Tonight I'll Be Staying Here with You〉     | 밥 딜런                                         | 4:59      |
| 4. | 〈Sugar Cane〉                                | 벡, 스티브 크로퍼                               | 4:07      |
| 5. | 〈I Can't Give Back the Love I Feel for You〉 | 발레리 심슨, 니컬러스 애시퍼드, 브라이언 홀랜드 | 2:42      |

| #  | 제목                     | 작사·작곡                                           | 재생 시간 |
| -- | ------------------------ | --------------------------------------------------- | --------- |
| 6. | 〈Going Down〉           | 돈 닉스                                             | 6:51      |
| 7. | 〈I Got to Have a Song〉 | 스티비 원더, 돈 헌터, 룰라 메이 하더웨이, 폴 라이저 | 3:26      |
| 8. | 〈Highways〉             | 벡                                                  | 4:41      |
| 9. | 〈Definitely Maybe〉     | 벡                                                  | 5:02      |

## 인증
| 국가                       | 인증 | 판매량/출하량 |
| -------------------------- | ---- | ------------- |
| 미국 (RIAA)                | 골드 | 500,000^      |
| ^출하량을 기반으로 한 인증 |      |               |